# 埃斯皮于特
埃斯皮于特（法語：Espiute，法語發音：[ɛspjyt]）是法国大西洋比利牛斯省的一个市镇，位于该省中部偏北，属于奥洛龙-圣玛丽区。

## 地理
埃斯皮于特（43°21'33"N, 0°54'55"W）面积4.09 平方千米，位于法国新阿基坦大区大西洋比利牛斯省，该省份为法国东南部省份，涵盖了贝阿恩与北巴斯克，西临大西洋比斯開灣，北至朗德省，东北接热尔省，东临上比利牛斯省，南与西班牙接壤。
与埃斯皮于特接壤的市镇（或旧市镇、城区）包括：阿鲁-伊托罗茨-奥拉伊比、埃查里、热斯塔、纳巴、圣格拉迪-阿里沃-米南、塔巴耶-于斯坎。

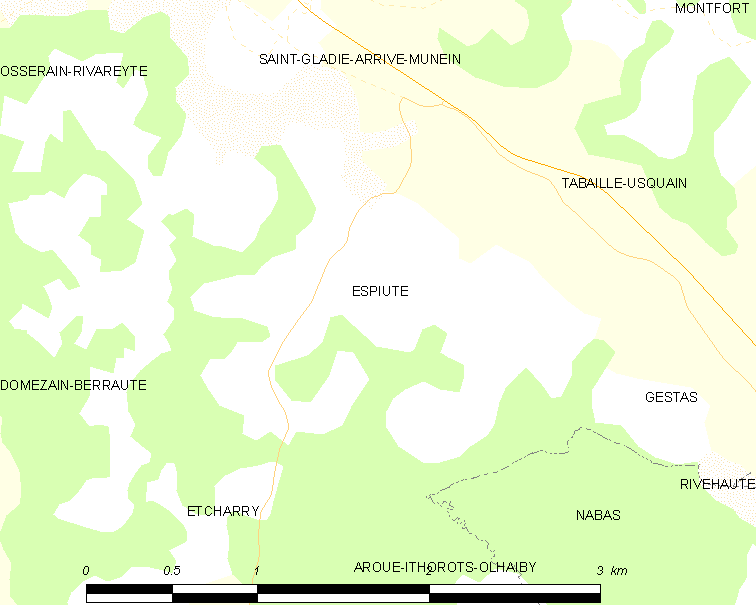
埃斯皮于特的OSM定位图

埃斯皮于特的时区为UTC+01:00、UTC+02:00（夏令时）。

## 行政
埃斯皮于特的邮政编码为64390，INSEE市镇编码为64215。

## 政治
埃斯皮于特所属的省级选区为奥尔泰兹-激流与盐之地县。

## 人口

1962-2008年间埃斯皮于特人口变化图示

埃斯皮于特于2022年1月1日时的人口数量为110人。